# Keeps Gettin' Better: A Decade of Hits
Keeps Gettin' Better: A Decade of Hits é o primeiro álbum de grandes êxitos da artista musical norte-americana Christina Aguilera, lançado a 6 de novembro de 2008 através da editora discográfica RCA Records. 
Resultado de dezasseis faixas, compila as canções de assinatura dos seus discos anteriores, Christina Aguilera (1999), Mi reflejo (2000), Stripped (2002) e Back to Basics (2006). Além dos seus trabalhos anteriores, o projeto contou com quatro novos acréscimos, duas novas músicas, "Keeps Gettin' Better" e "Dynamite", e outras duas regravações de temas anteriores. 
Diane Warren esteve a cargo da produção executiva, sendo que Charles Roane, Aguilera, DJ Premier, Eric Dawkins, Guy Roche, Linda Perry, Missy Elliott, Rockwilder, Ron Fair, Scott Storch, Sol Survivor e Walter Afanasieff também fizeram parte do rol profissional que produziu o repertório incluído. 
O álbum Inclui também participações vocais de Ricky Martin, Lil' Kim, Mýa, Pink e Redman. Musicalmente, incorpora vários e diferentes estilos musicais, incluindo pop rock, R&B, soul e dance-pop.
A cantora afirmou que visualmente, artistas como Andy Warhol e Roy Lichtenstein foram a inspiração para conceber todo o conceito da compilação, além do novo aspeto da sua personalidade, devido ao nascimento do seu filho. 
Nos Estados Unidos, o álbum foi lançado exclusivamente para as lojas, e só mais tarde, foi disponibilizado digitalmente em novembro de 2008. Foram definidas várias versões para vários territórios, que diferiam no alinhamento de faixas, sendo que a edição deluxe continha ainda um DVD com alguns vídeos musicais e os bastidores da produção de Keeps Gettin' Better: A Decade of Hits. 
A recepção por parte da crítica especializada foi positiva, alguns analistas prezaram a obra por relembrar a carreira de Aguilera ao longo da última década com os seus maiores êxitos. 
Na sua semana de estreia nos Estados Unidos, debutou na nona posição da tabela musical Billboard 200, compilada pela revista Billboard, com 73 mil cópias vendidas. Também conseguiu alcançar a lista dos dez mais vendidos da Bélgica, Irlanda, Japão, Rússia e Reino Unido. Foi certificado com disco de platina pela Australian Recording Industry Association (ARIA) e ouro pela British Phonographic Industry (BPI), Irish Recorded Music Association (IRMA) e Recording Industry Association of America (RIAA). No total, vendeu mais de 530 mil unidades em território norte-americano.
O único single, "Keeps Gettin' Better" foi lançado na iTunes Store da Austrália, Brasil e Estados Unidos em 8 de setembro de 2008 e enviado para rádios mainstream pela RCA no dia 22. Comercialmente, foi a segunda melhor estreia de Aguilera na Billboard Hot 100, após "Ain't No Other Man". A faixa também entrou no top 20 de países como Alemanha, Canadá, Irlanda e Reino Unido. O clipe, dirigido por Peter Berg, foi lançado em 27 de outubro, mostrando Aguilera em uma sala de edição, criando personagens como a Catwoman e uma versão dela mesma com peruca azul e visual futurista.

## Antecedentes e lançamento
"Foi difícil olhar para trás - foi surpreendente e muito gratificante ver o quão duro trabalhei ao longo dos últimos dez anos. Enquanto estamos envoltos nele [no trabalho], simplesmente não percebemos a forma como acumula o quanto já fizemos e o quão longe chegámos. Não consigo acreditar que já passou uma década. [Sobre o álbum] queria incluir todas as músicas que gostei e que são motivos para arrastar uma multidão e refletem a minha carreira até agora.

Aguilera sobre o conteúdo e desenvolvimento do álbum.
Em 2008, Aguilera confirmou o lançamento do seu primeiro álbum de grandes êxitos, afirmando o seguinte: "Estive a olhar para os próximos dez anos, motivo pelo qual dei o título ao álbum, Keeps Gettin' Better, porque é o que acontece".
Posteriormente, foi anunciado que a cantora tinha assinado os direitos de distribuição do trabalho nos Estados Unidos, com distribuição pela RCA Records, que incluiu uma descarga digital gratuita do single de promoção.
A artista considerou que a compilação era uma introdução para as futuras gravações, esclarecendo que "uma vez que oiça o novo material, terá uma ideia muito clara da direção que estou a seguir".
A obra também conta com novas versões de registos anteriores de Christina, às quais esta afirmou que chamava de "reinvenções". "Genie 2.0" é uma edição diferente de "Genie in a Bottle" e "You Are What You Are (Beautiful)" de "Beautiful". Além das revisões, contém ainda duas novas músicas inéditas: "Keeps Gettin' Better" e "Dynamite". Linda Perry esteve a cargo dos novos complementos e remixes.
Aguilera afirmou que: "neste momento, estou a brincar com o elemento super-herói baseado no fato de que os fãs cresceram comigo desde que tinha 17 anos e têm continuamente apoiado as minhas alterações ao longo dos anos." A artista discutiu o conteúdo do disco, afirmando o seguinte: "Mal posso acreditar que já passou uma década [...] mas é muito empolgante. Todos os velhos, os maiores sucessos que tenho [estão no álbum]. Eu nem sei como descrever como tem sido esta, tem sido incrível".
O lançamento ocorreu a 6 de novembro de 2008 através da loja digital da Apple, iTunes Store, em vários países.

## Receção pela crítica
| Críticas profissionais | Críticas profissionais |
| Avaliações da crítica  | Avaliações da crítica  |
| Fonte                  | Avaliação              |
| ---------------------- | ---------------------- |
| Allmusic               | [ 7 ]                  |
| Digital Spy            | [ 8 ]                  |
| Entertainment Weekly   | (B+)                   |
| Rolling Stone          | [ 10 ]                 |
| Slant Magazine         | [ 11 ]                 |
| Sputnikmusic           | [ 12 ]                 |

Após o seu lançamento, o álbum recebeu críticas positivas por parte dos profissionais. 
Stephen Thomas Erlewine, da base de dados musical allmusic, atribuiu quatro estrelas e meia de cinco possíveis e afirmou que a compilação "prova que não existe outra cantora teen pop da sua época que tenha um historial melhor do que Christina e se as novas músicas são alguma indicação, o título desta amostra de sucessos não é mentira nenhuma".
Chris Willman da revista Entertainment Weekly observou a falta dos estilos tradicionais de Aguilera, escrevendo o seguinte: "A cantora baniu o melisma e os vocais destas confeções eletrónicas, e as suas costeletas soam apenas como um conjunto quente em lume brando". Willman salientou que "a curiosidade em refazer "You Are What You Are (Beautiful)" partiu da imaginação de como John Lennon poderia ter soado se tivesse vivido na idade do eletro".
Nick Levine do sítio Digital Spy classificou o trabalho com quatro estrelas de cinco máximas, realçando a "atitude corajosa" caracterizada e comparou as gravações de Aguilera às de Britney Spears: "Ela pode ter começado com material semelhante ao de outra ex-aluna do Mickey Mouse Club, mas Aguilera mudou para coisas maiores e melhores mais rapidamente do que Britney, co-escrevendo a maior parte do seu segundo álbum, Stripped, e elaborando o seu terceiro, Back to Basics, um conjunto pop, soul, jazz e blues em 2 CD".
A publicação Rolling Stone considerou que os maiores sucessos da artista contém "dez singles estelares que são pressionados por quatro tentativas brandas de 2008 numa moda eletropop de Lady Gaga".
Sal Cinquemani da Slant Magazine considerou que Christina conseguia juntar qualidades de várias cantoras pop modernas, referindo nomes como Whitney Houston e Madonna, no entanto, "não é exatamente o que se chamaria de original, mas se é verdade que o próximo álbum de estúdio vai reprisar este som eletropop, Aguilera merece crédito por recusar-se a jogar pelo seguro".
Nick Butler do Sputnikmusic fez uma análise positiva ao disco e salientou que o lado pop da artista "está morto", desejando uma vida longa no género eletro. "Ela não podia identificar mais claramente a sua nova direção do que quando anunciou o título do seu próximo trabalho, Bionic", afirmou Butler, concluindo que "de qualquer forma, estas quatro faixas são mais do que suficientes para construir a antecipação para o que pode ser um álbum muito, muito bom".
No portal Yahoo!, um dos seus editores, ressalvou que "era difícil acreditar que tinha passado uma década desde a potência vocal Christina Aguilera atingiu o panorama musical como uma tempestade". Além de elogiar a cantora ao afirmar que é "uma das vocalistas mais talentosas desta era musical" e considerar a compilação sólida, atribuiu "uma nota de 8,5 de 10 aos clássicos e 6 para as novas faixas".

## Promoção
O primeiro e único single extraído da compilação foi "Keeps Gettin' Better", uma canção de condução aleatória que incorpora elementos de estilo eletropop, dance-pop e house, com produção de Linda Perry e escrita pela mesma com o auxílio de Aguilera. O tema foi disponibilizado na iTunes Store da Austrália, Brasil e Estados Unidos a 8 de setembro de 2008, e enviado para as rádios norte-americanas no dia 22 desse mesmo mês.
Num comunicado à imprensa no estúdio Paramount Pictures, em Los Angeles, Christina confirmou que iria atuar nos MTV Video Music Awards de 2008, sendo que foi a primeira atuação ao vivo do single acompanhado com "Genie 2.0".
As críticas após o lançamento da faixa foram geralmente mistas, sendo que alguns analistas observaram o esforço inspirado em dance da cantora, numa época de predomínio deste género na indústria, contudo, também salientaram aspetos mais negativos, afirmando que "a vibração cativante de eletro-pop não é suficiente para tornar num dos seus registos mais memoráveis".
O vídeo musical foi dirigido por Peter Berg, sendo influenciado pelos seus filmes; Minority Report e na série James Bond. Berg afirmou que concebeu o guião para mostrar a Aguilera "a sua transformação ao longo do tempo, em homenagem aos seus dez anos de carreira", de acordo com uma notificação da RCA.
"Dynamite", "Genie 2.0" e "You Are What You Are (Beautiful)", as novas adições no disco, receberam destaque ao serem lançadas através da loja digital da Apple.
O início da divulgação ocorreu a 7 de setembro de 2008, quando Aguilera atuou na edição anual dos MTV Video Music Awards em Hollywood. Inicialmente, a cantora começou a performance com uma previsão da sua nova versão de "Genie in a Bottle", intitulada "Genie 2.0", mudando de seguida para o single da compilação, "Keeps Gettin' Better".
Posteriormente, Christina iniciou uma espécie de digressão promocional a 11 de outubro, atuando no Royal Albert Hall em Londres com algumas dos seus registos anteriores e a faixa de trabalho da compilação.
No final desse mesmo mês, era suposto a artista apresentar-se na Europa, com concertos agendados em Moscovo, Riga e Kiev. Contudo, o evento acabou por durar dois dias em Kiev apenas, na Ucrânia, a 20 de 21. A última data teve lugar três dias depois em Abu Dhabi, no hotel Emirates Palace.
Aguilera 23 de novembro, voltou a promover o disco de grandes êxitos ao atuar na cerimónia de 2008 dos American Music Awards, num espetáculo de sete minutos, em que interpretou vários dos seus trabalhos, como "Beautiful", "Keeps Gettin' Better", "Genie in a Bottle", "Dirrty", "Ain't No Other Man" e "Fighter".

## Lista de faixas
| Edição internacional |                                                | |                                            |         |  |
| N.º                  | Título                                         | Compositor(es) | Produtor(es)                               | Duração |  |
| 1.                   | "Genie in a Bottle"                            | Steve Kipner, David Frank, Pamela Sheyne                                                                                | Guy Roche                                  | 3:36    |  |
| 2.                   | "What a Girl Wants"                            | Shelly Peiken, Roche | Roche                                      | 3:35    |  |
| 3.                   | "I Turn to You"                                | Diane Warren | Roche                                      | 4:39    |  |
| 4.                   | "Come On Over Baby (All I Want Is You)"        | Christina Aguilera, Johan Aberg, Pauli Reinikainen, Ron Fair, Roche, Raymond Cham, Chaka Blackmon, Eric Dawkins, Peiken | ChakDaddy, Sol Survivor, E. Dawk, Ron Fair | 3:23    |  |
| 5.                   | "Nobody Wants to Be Lonely" (com Ricky Martin) | Desmond Child, Victoria Shaw, Gary Burr                                                                                 | Walter Afanasieff                          | 4:11    |  |
| 6.                   | "Lady Marmalade" (com Lil' Kim, Mýa e Pink)    | Bob Crewe, Kenny Nolan                                                                                                  | Missy Elliott, Rockwilder                  | 4:25    |  |
| 7.                   | "Dirrty" (com Redman)                          | Aguilera, Dana Stinson, Balewa Muhammad, Reginald Noble, Jasper Cameron                                                 | Rockwilder, Aguilera                       | 4:45    |  |
| 8.                   | "Fighter"                                      | Aguilera, Scott Storch                                                                                                  | Scott Storch                               | 4:05    |  |
| 9.                   | "Beautiful"                                    | Linda Perry | Linda Perry                                | 3:59    |  |
| 10.                  | "Ain't No Other Man"                           | Aguilera, Chris Martin, Kara DioGuardi, Charles Roane, Harold Beatty                                                    | DJ Premier, Roane*, Aguilera^              | 3:48    |  |
| 11.                  | "Candyman"                                     | Aguilera, Perry | Perry                                      | 3:14    |  |
| 12.                  | "Hurt"                                         | Aguilera, Perry, Mark Ronson                                                                                            | Perry                                      | 4:03    |  |
| 13.                  | "Genie 2.0"                                    | Kipner, Frank, Sheyne                                                                                                   | Perry                                      | 4:15    |  |
| 14.                  | "Keeps Gettin' Better"                         | Aguilera, Perry | Perry                                      | 3:04    |  |
| 15.                  | "Dynamite"                                     | Aguilera, Perry | Perry                                      | 3:09    |  |
| 16.                  | "You Are What You Are (Beautiful)"             | Perry | Perry                                      | 4:44    |  |
| Duração total:       | Duração total:                                 | Duração total: | Duração total:                             | 62:55   |  |

| Edição japonesa e britânica |                                                              |                        |                |         |  |
| N.º                         | Título                                                       | Compositor(es)         | Produtor(es)   | Duração |  |
| 1.                          | "Genie in a Bottle"                                          |                        |                | 3:36    |  |
| 2.                          | "What a Girl Wants" (versão do vídeo)                        |                        |                | 3:35    |  |
| 3.                          | "I Turn to You"                                              |                        |                | 4:39    |  |
| 4.                          | "Come On Over Baby (All I Want Is You)" (edição de rádio)    |                        |                | 3:23    |  |
| 5.                          | "Nobody Wants To Be Lonely" (versão single com Ricky Martin) |                        |                | 4:11    |  |
| 6.                          | "Lady Marmalade" (com Missy Elliott, Lil' Kim, Mýa e Pink)   |                        |                | 4:25    |  |
| 7.                          | "Dirrty" (edição de vídeo) (com Redman)                      |                        |                | 4:45    |  |
| 8.                          | "Fighter"                                                    |                        |                | 4:05    |  |
| 9.                          | "Beautiful"                                                  |                        |                | 3:59    |  |
| 10.                         | "The Voice Within" (edição de rádio)                         | Aguilera, Glen Ballard | Glen Ballard   | 4:24    |  |
| 11.                         | "Ain't No Other Man"                                         |                        |                | 3:48    |  |
| 12.                         | "Candyman"                                                   |                        |                | 3:14    |  |
| 13.                         | "Hurt"                                                       |                        |                | 4:03    |  |
| 14.                         | "Genie 2.0"                                                  |                        |                | 4:15    |  |
| 15.                         | "Keeps Gettin' Better"                                       |                        |                | 3:04    |  |
| 16.                         | "Dynamite"                                                   |                        |                | 3:09    |  |
| 17.                         | "You Are What You Are (Beautiful)"                           |                        |                | 4:44    |  |
| Duração total:              | Duração total:                                               | Duração total:         | Duração total: | 67:19   |  |

| Edição espanhola e latina |                                                            |                   |         |  |
| N.º                       | Título                                                     | Compositor(es)    | Duração |  |
| 1.                        | "Genie in a Bottle"                                        |                   | 3:36    |  |
| 2.                        | "What a Girl Wants" (versão do vídeo)                      |                   | 3:35    |  |
| 3.                        | "I Turn to You"                                            |                   | 4:39    |  |
| 4.                        | "Come On Over Baby (All I Want Is You)" (edição de rádio)  |                   | 3:23    |  |
| 5.                        | "Ven conmigo (solamente tú)"                               |                   | 3:11    |  |
| 6.                        | "Falsas esperanzas"                                        | Jorge Luis Piloto | 3:10    |  |
| 7.                        | "Lady Marmalade" (com Missy Elliott, Lil' Kim, Mýa e Pink) |                   | 4:25    |  |
| 8.                        | "Dirrty" (edição de vídeo) (com Redman)                    |                   | 4:58    |  |
| 9.                        | "Fighter"                                                  |                   | 4:05    |  |
| 10.                       | "Beautiful"                                                |                   | 3:59    |  |
| 11.                       | "Ain't No Other Man"                                       |                   | 3:48    |  |
| 12.                       | "Candyman"                                                 |                   | 3:14    |  |
| 13.                       | "Hurt"                                                     |                   | 4:03    |  |
| 14.                       | "Genie 2.0"                                                |                   | 4:15    |  |
| 15.                       | "Keeps Gettin' Better"                                     |                   | 3:04    |  |
| 16.                       | "Dynamite"                                                 |                   | 3:09    |  |
| 17.                       | "You Are What You Are (Beautiful)"                         |                   | 4:44    |  |
| Duração total:            | Duração total:                                             | Duração total:    | 64:55   |  |

| DVD de edição deluxe |                                                         |         |  |
| N.º                  | Título                                                  | Duração |  |
| 1.                   | "Genie in a Bottle" (vídeo musical)                     | 3:37    |  |
| 2.                   | "What a Girl Wants" (vídeo musical)                     | 4:06    |  |
| 3.                   | "I Turn to You" (vídeo musical)                         | 4:04    |  |
| 4.                   | "Come On Over Baby (All I Want Is You)" (vídeo musical) | 3:52    |  |
| 5.                   | "Dirrty" (vídeo musical) (com Redman)                   | 4:49    |  |
| 6.                   | "Fighter" (vídeo musical)                               | 4:15    |  |
| 7.                   | "Beautiful" (vídeo musical)                             | 4:07    |  |
| 8.                   | "Ain't No Other Man" (vídeo musical)                    | 4:53    |  |
| 9.                   | "Candyman" (vídeo musical)                              | 3:15    |  |
| 10.                  | "Hurt" (vídeo musical)                                  | 4:04    |  |
| 11.                  | "Exclusive (A Decade of Hits)" (bastidores)             |         |  |

Notas
- A versão norte-americana exclui "Nobody Wants to Be Lonely" e "Lady Marmalade".[37]

(*) denota um co-produtor 

(^) denota um produtor adicional

## Desempenho nas tabelas musicais
Nos Estados Unidos, o disco debutou na nona posição da Billboard 200 a 13 de dezembro de 2008, com 73 mil cópias vendidas. Posteriormente, a Recording Industry Association of America (RIAA) certificou a compilação com disco de ouro. Até ao momento, vendeu mais de 530 mil unidades em território norte-americano.
Na Austrália, estreou no oitavo lugar da tabela musical ARIA Albums Chart a 23 de novembro, permanecendo na lista mais nove semanas. A Australian Recording Industry Association (ARIA) atribuiu o certificado de platina pelas mais de 75 mil unidades distribuídas em terras australianas.
No Reino Unido, o álbum alcançou a 10.ª posição da UK Albums Chart, recebendo mais tarde o galardão de ouro pela British Phonographic Industry (BPI). Além da BPI, Keeps Gettin' Better: A Decade of Hits também recebeu o mesmo prémio proveniente da Belgian Entertainment Association (BEA) da Bélgica, da Irish Recorded Music Association (IRMA) da Irlanda, da Recording Industry Association of Japan (RIAJ) do Japão e 2M da Rússia.
Noutros mercados musicais, a obra conseguiu alcançar as dez mais vendidas de vários países, como a Áustria, Finlândia, França, Irlanda e Taiwan.
| Tabela musical (2008)                           | Melhor posição |
| ----------------------------------------------- | -------------- |
| Alemanha - Media Control Charts                 | 20             |
| Austrália - ARIA Albums Chart                   | 8              |
| Áustria - Austrian Albums Chart                 | 10             |
| Bélgica - Ultratop (Flandres)                   | 23             |
| Bélgica - Ultratop (Valónia)                    | 24             |
| Dinamarca - Danish Albums Chart                 | 15             |
| Espanha - PROMUSICAE                            | 34             |
| Estados Unidos - Billboard 200                  | 9              |
| Finlândia - Finnish Albums Chart                | 9              |
| França - French Compilations Chart              | 7              |
| Grécia - Greek Albums Chart                     | 13             |
| Irlanda - IRMA                                  | 9              |
| Itália - FIMI                                   | 15             |
| México - Mexican Albums Chart                   | 15             |
| Nova Zelândia - New Zealand Albums Chart        | 15             |
| Países Baixos - Album Top 100                   | 28             |
| Reino Unido - UK Albums Chart                   | 10             |
| Suécia - Albums Top 60                          | 41             |
| Suíça - Schweizer Hitparade                     | 14             |
| Taiwan - Taiwan International Albums Chart      | 10             |
| Tabela musical (2010)                           | Melhor posição |
| Coreia do Sul - Gaon International Albums Chart | 30             |
| Estados Unidos - Billboard Pop Catalog          | 2              |

| Tabela musical (2008)           | Posição |
| ------------------------------- | ------- |
| Austrália - ARIA Albums Chart   | 95      |
| Dinamarca - Danish Albums Chart | 84      |
| Reino Unido - UK Albums Chart   | 140     |

| País           | Provedor | Certificação |
| -------------- | -------- | ------------ |
| Austrália      | ARIA     | Platina      |
| Bélgica        | BEA      | Ouro         |
| Estados Unidos | RIAA     | Ouro         |
| Irlanda        | IRMA     | Ouro         |
| Japão          | RIAJ     | Ouro         |
| Rússia         | 2M       | Ouro         |
| Reino Unido    | BPI      | Platina      |